# Nomadinae
Nomadinae zijn een onderfamilie van de Apidae waaronder de meeste bijen en hommels vallen.

## Taxonomie
- Tribus Hexepeolini
  - Geslacht Hexepeolus
- Tribus Brachynomadini
  - Geslacht Brachynomada
  - Geslacht Kelita
  - Geslacht Paranomada
  - Geslacht Trichonomada
  - Geslacht Triopasites
- Tribus Nomadini
  - Geslacht Nomada
- Tribus Epeolini
  - Geslacht Doeringiella
  - Geslacht Epeolus
  - Geslacht Odyneropsis
  - Geslacht Pseudepeolus
  - Geslacht Rhinepeolus
  - Geslacht Rhogepeolus
  - Geslacht Thalestria
  - Geslacht Triepeolus
- Tribus Ammobatoidini
  - Geslacht Aethammobates
  - Geslacht Ammobatoides
  - Geslacht Holcopasites
  - Geslacht Schmiedeknechtia
- Tribus Biastini
  - Geslacht Biastes
  - Geslacht Neopasites
  - Geslacht Rhopalolemma
- Tribus Townsendiellini
  - Geslacht Townsendiella
- Tribus Neolarrini
  - Geslacht Neolarra
- Tribus Ammobatini
  - Geslacht Ammobates
  - Geslacht Chiasmognathus
  - Geslacht Melanempis
  - Geslacht Oreopasites
  - Geslacht Parammobatodes
  - Geslacht Pasites
  - Geslacht Sphecodopsis
  - Geslacht Spinopasites
- Tribus Caenoprosopidini
  - Geslacht Caenoprosopina
  - Geslacht Caenoprosopis